# Princeton Tigers

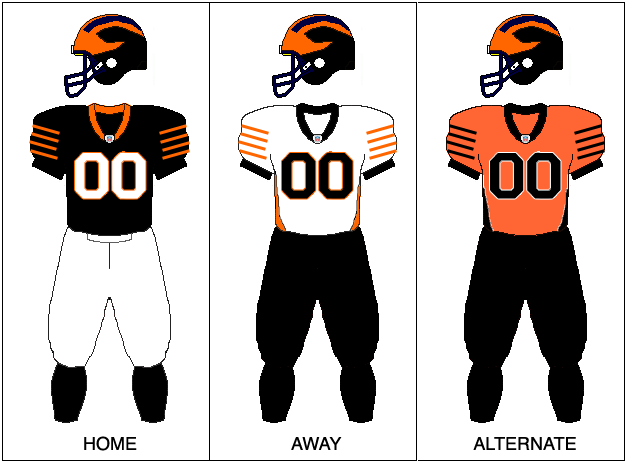
Uniformes del equipo de fútbol americano.

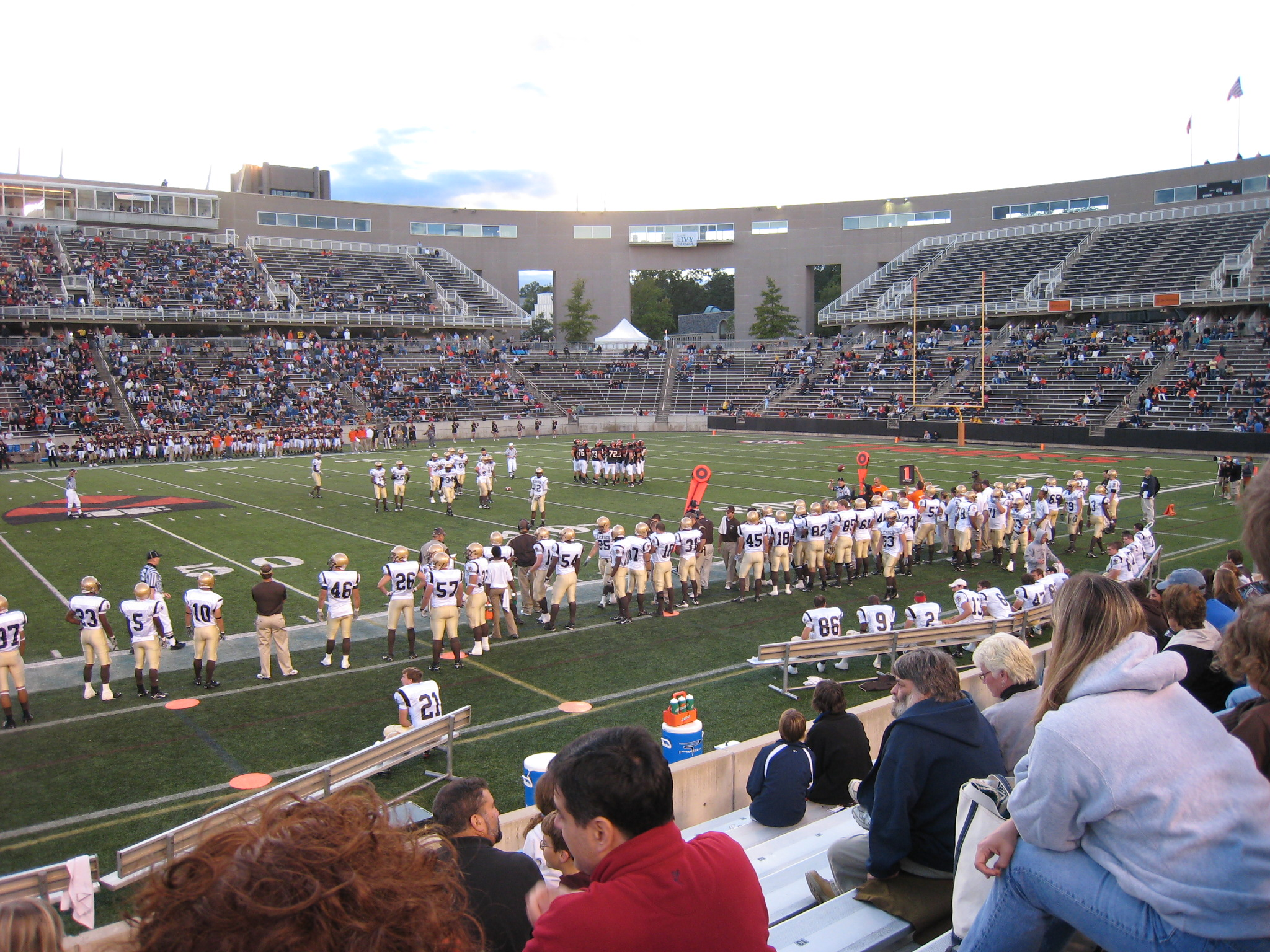
Partido de fútbol americano contra Lehigh en el Princeton University Stadium.

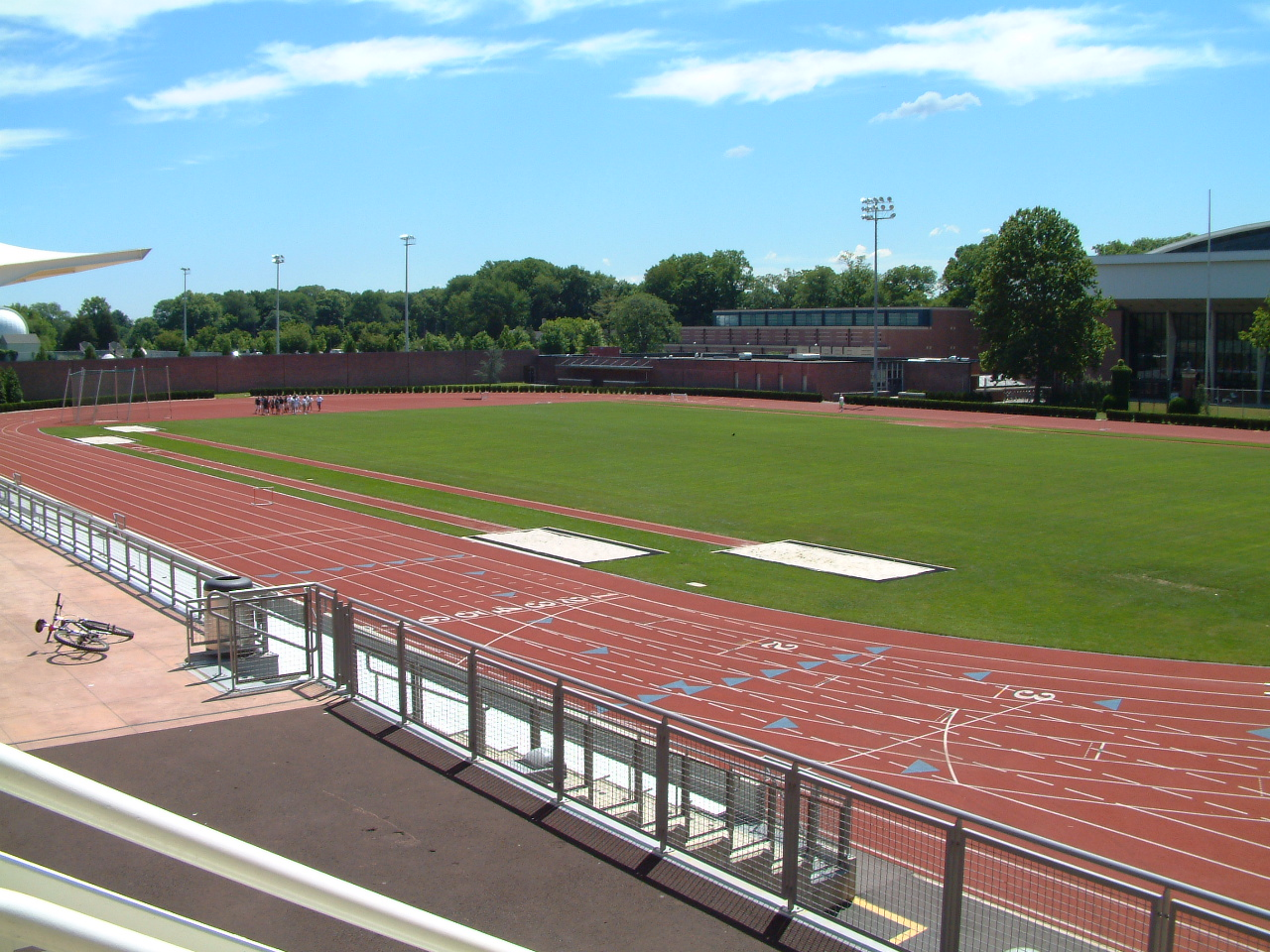
Pistas de atletismo.

Princeton Tigers (español: Los Tigres de Princeton) es el nombre de los equipos deportivos de la Universidad de Princeton, situada en Princeton, Nueva Jersey. Los equipos de los Tigers participan en las competiciones universitarias organizadas por la NCAA, y forma parte de la Ivy League. 

## Programa deportivo
Los Tigers tienen los siguientes equipos oficiales:
| - Masculino - Fútbol americano - Baloncesto - Béisbol - Esgrima - Fútbol - Golf - Atletismo - Tenis - Remo - Natación y Saltos - Lucha - Squash - Lacrosse - Hockey sobre hielo - Waterpolo | - Femenino - Baloncesto - Tiro con arco - Lacrosse - Golf - Remo - Fútbol - Natación y Saltos - Tenis - Atletismo - Voleibol - Hockey sobre hierba - Softball - Squash - Hockey sobre hielo - Waterpolo |

## Lacrosse
El lacrosse es el deporte que más títulos ha dado a la universidad de Princeton. A lo largo de su historia han ganado en 6 ocasiones el Campeonato de la NCAA, la última de ellas en 2001, ganando además en 13 ocasiones el título de la Ivy League. Tras 15 años consecutivos accediendo a la fase final del torneo universitario, esta racha se truncó en 2005.

## Baloncesto
El primer partido de su historia lo disputó el 26 de enero de 1901 ante New Jersey State. Ha ganado en total en 22 ocasiones el torneo de la Ivy League, y fue campeón del NIT en 1975. Tienen fama de matagigantes desde que a finales de los años 70 derrotaran al entonces vigente campeón de la NCAA, UCLA. En 1925 fueron campeones nacionales.
Nueve jugadores de los Tigers han llegado a la NBA, destacando entre todos ellos Bill Bradley, miembro del Basketball Hall of Fame.